# Ћерке (ТВ серија)
Ћерке (тур. Fazilet hanım ve kızları) турска је телевизијска серија, снимана 2017. и 2018.
У Србији се приказивала 2018. на телевизији Пинк.

## Радња
Прича серије прати госпођу Фазилет, која са своје две ћерке, Хазан и Еџе, живи скромним животом. Након смрти супруга, Фазилет постаје глава породице, решена да своје ћерке искористи у намери да оствари свој сан да постане богата.
Њена највећа подршка на путу ка богатству је управо њена млађа ћерка, Еџе. Са друге стране, старија ћерка, Хазан, скрива своју лепоту облачећи се као мушкарац, како је мајка не би искористила у својој намери да постане позната. Верује да је мајка не воли, с обзиром на то да је морала да одустане од својих снова када ју је родила и самим тим ће постати препрека на путу мајчине намере. Такође, Хазан сматра да је Фазилет крива за смрт њеног оца.
Верујући да ће бити позната једног дана, Фазилет покушава да на све начине то оствари помоћу Еџе, од које жели да створи глумицу или модела, не марећи за њено образовање. Водећи је са једне аудиције на другу, Фазилет упознаје богату и поштовану породицу Егемен, након чега им се живот мења.
Богати предузетник Хазим Егемен живи у велелепној вили на Босфору са четворо деце - синовима Гокханом, Јагизом и Синаном, и ћерком Селин. Гокхан је срећно ожењен дугогодишњом девојком Јасемин, Јагиз је миљеник породице због своје благе нарави, зрелости и одговорности када је реч о породичном бизнису, док је Синан познат као женскарош, иако је верен.
Након што једна од Синанових афера бива разоткривена у новинама, Јагиз одлучује да је време да га запосли у породичној фирми и задужује га да одабере најлепше женско лице за кампању козметике. Управо на тој аудицији, сасвим случајно, породици Егемен се укршта пут са Фазилет и њеним ћеркама. Еџе пролази први круг аудиције, али због кашњења пропушта прилику да буде одабрана. Огорчена, Фазилет приморава Синана да њеној ћерки да још једну шансу, на шта он на крају пристаје и позива је на пробно фотографисање у хотел.
Ствари се компликују када се Еџеин дечко супротстави њеном одласку у хотел, чак иако је само у питању фотографисање. Будући да је Еџе растрзана између љубоморног дечка и мајчине амбиције, Хазан, како би спасила сестру, одлучује да уместо ње оде у хотел. По први пут се сређује и одлази у хотел, али њен живот ће се од те ноћи драстично променити када схвати да је упала у Синанову замку...

## Сезоне
| Сезона | Сезона | Број епизода (н) / (и)          | Приказивање у Турској                | Приказивање у Србији                          |
| ------ | ------ | ------------------------------- | ------------------------------------ | --------------------------------------------- |
|        | 1      | 13 / 43 (1 — 13) / (1 — 43)     | 25. март 2017 — 17. јун 2017. ()     | 11. јануар 2018 — 13. фебруар 2018. (Пинк)    |
|        | 2      | 37 / 131 (14 — 50) / (44 — 174) | 16. септембар 2017 — 9. јун 2018. () | 13. фебруар 2018 — 12. септембар 2018. (Пинк) |

## Улоге
| Глумац:             | Улога:              |
| ------------------- | ------------------- |
| Назан Кесал         | Фазилет Чамкиран    |
| Дениз Бајсал        | Хазан Чамкиран      |
| Чаглар Ертугрул     | Јагиз Егемен        |
| Афра Сарачоглу      | Еџе Чамкиран Егемен |
| Махир Гунширај      | Хазим Егемен        |
| Толга Гулеч         | Гокхан Егемен       |
| Хазал Туресан       | Јасемин Егемен      |
| Алп Навруз          | Синан Егемен        |
| Идрис Неби Ташкан   | Јасин Демиркол      |
| Тугба Мелис Турк    | Нил                 |
| Еџем Балтаџи        | Селин Егемен        |
| Севинч Ерол         | Шукрије Демиркол    |
| Емине Умар          | Салиха              |
| Гизем Озекши        | Бетул               |
| Булент Онур         | Рифат               |
| Дила Еслем Солак    | Есма                |
| Зерин Нишанџи       | Севинч Егемен       |
| Гулсен Тунџер       | Гузиде Егемен       |
| Туркан Килич        | Кериме Јилдиз       |
| Изим Туран          | Севда               |
| Гулчин Гувенч       | Нермин              |
| Сумејра Коч         | Фарах               |
| Есер Карабил        | Кудрет              |
| Ахмет Кан Гезер     | Огуз                |
| Есра Ергун          | Гултен              |
| Демет Генч          | Биназ               |
| Омрум Нур Чамчакали | Омру                |
| Лејла Унер          | Лале                |